# Robert Klijn
Robert Klijn (Amsterdam, 16 april 1934 – 17 juni 2005) was een Nederlands voetbaltrainer. Hij werd eind 1965 aangesteld als interim hoofdtrainer bij het Amsterdamse De Volewijckers, samen met oud-speler Gerben Wagenaar. In de zomer van 1966 kreeg hij een vaste aanstelling bij EDO, hier verbleef hij drie seizoenen.